# Tournoi de go de Londres
Le tournoi de go de Londres ou London Open est un des plus grands tournois du Royaume-Uni de jeu de go qui a désormais lieu traditionnellement avant le jour de l'an.
Ce tournoi est considéré comme l'un des plus grands d'Europe en tant qu'épreuve constitutive et permanente de la Coupe européenne de go.
À partir de 2011, Pandanet a décidé de sponsoriser le Championnat européen de go par équipes et a donc mis fin au support de la Coupe européenne de go.